# Acidoxantha minor
Acidoxantha minor är en tvåvingeart som beskrevs av Hardy 1974. Acidoxantha minor ingår i släktet Acidoxantha och familjen borrflugor. Inga underarter finns listade i Catalogue of Life.